# 周洁夫
周洁夫（1917年11月—1966年8月24日），浙江海宁人。曾任中国人民解放军第四野战军《战士报》社副社长兼总编辑，中国人民解放军总政治部创作室创作员，《解放军文艺》副主编，广州军区文化部副部长。

## 生平

### 民国时期
周洁夫出生于一个破落的小商人家庭，父母早逝，少年时随姐姐到上海，曾在西餐厅打工，后考进上海商务印书馆做学徒、校对员。抗日战争爆发后，1938年周洁夫从上海到延安参加八路军，先后在抗日军政大学，鲁迅艺术学院学习。1939年，加入中国共产党。1941年，创作了第一篇短篇小说《学徒》。该作品后被唐弢主编的《中国现代文学史》列为解放区文学的代表作之一。因为在商务印书馆的经历，周洁夫参加了中共第七次全国代表大会的筹备工作，所有大会印发的文件皆由其校对。因康生主导的延安肃反运动扩大化，周洁夫在被审查期间曾被短暂关押，之后被派往边区骑兵旅。抗日战争结束后，大批干部被迅速派往东北，周洁夫在1945年底前往东北，在东北民主联军政治部宣传部工作，主要工作是编辑民主联军的《自卫报》（1946创刊，后改为《战士报》）。周洁夫从创刊起就参与办报工作，初期任编辑，后升任副总编辑。他主导了报纸从“战时简报”向系统化军事报刊的转型。这期间，增设了“战术研讨”“战地文化”等栏目，推动报道从单纯战况通报转向军事理论与士兵教育结合。在文风上，提出“三贴近”原则（贴近战场、贴近士兵、贴近任务），要求稿件语言简洁、口语化，代表作如《林海雪原剿匪记》系列报道。1948年，《自卫报》更名《战士报》，周洁夫任《战士报》总编辑，他主持了改版工作，将报纸从油印改为铅印。扩大发行至营级单位，并引入木刻版画等视觉元素增强感染力。。
1948年辽沈战役东北野战军占领了东北全境后，迅速南下华北，与华北野战军联合发动平津战役。1949年3月，周洁夫在北平与新华社军事分社记者虞丹结为夫妻。经过一段时期修整，第四野战军随后南下，5月，四野大军到达汉口，恢复了因战时移动而停刊的《战士报》，此时周洁夫任副社长兼总编辑，社长由四野宣传部长王兰西兼任。此期间，《战士报》读者从纯作战部队扩展到新解放区军民，报纸增设了“城市政策问答”和“军民一家”专栏，指导官兵适应南方社会环境。报道重心则侧重渡江战役后续，如湘赣战役，剿匪与土改结合等议题，周洁夫所写社论《从战斗队到工作队》被四野政治部列为学习材料。在汉口期间，周洁夫组织编写《南下报道手册》，系统总结东北至中南的战场采编经验，成为四野新闻工作者的实操指南（现存残本于军事博物馆）。国防大学出版社2007年出版的《第四野战军新闻宣传史》设专章分析周洁夫的编辑思想。周洁夫是具有跨领域影响力的人物。他不仅是资深报人，还是军事题材作家。1950年出版的《走向胜利》《松花江畔的哨兵》等战地文学作品，部分素材源自于《战士报》未公开的采访笔记。

### 共和国时期
中华人民共和国成立后，他所部的四野改为中南军区，领导机构设在广州。周洁夫在50年代初辞去总编辑一职，潜心文学创作，期间，出版了长篇小说《走向胜利》和短篇小说集《老战士》等。1955年，周洁夫被调往总政治部任专业创作员。期间创作了长篇小说《十月的阳光》，《祖国屏障》和长诗《开垦》等作品。1957年，周洁夫随中国作家代表团访问苏联并参加了莫斯科的十月革命40周年庆典活动，在红场观看了红场阅兵。回国后，出版了散文集《访苏散记》。1958年，反右运动后，中国人民解放军总政治部创作组过半成员受到牵连，创作组解散。周洁夫调往解放军文艺社任副主编。
1964年底，为充实加强广州军区的创作，周洁夫调回广州军区，任政治部文化部副部长。文化大革命爆发后，1966年8月24日，周洁夫在住所坠楼，经抢救无效身亡。事件被认定为自杀。广州军区随即定性为叛党叛军，被开除军籍党籍。1975年，邓小平主持军委工作后，死亡原因被改为病故。1978年被彻底平反。
1999年12月，广东教育出版社精装出版了《周洁夫文集》。该书1040页，80多万字。
周洁夫作品《走向胜利》至2018年仍被列为中国小学生课外读物。